# Live at Empty Bottle December 15, 2015
Live at Empty Bottle December 15, 2015 è il secondo album dal vivo del gruppo musicale statunitense Pelican, autoprodotto e pubblicato il 4 marzo 2016.

## Tracce
1. The Tundra – 5:01
2. Ephemeral – 5:23
3. Vestiges – 6:48
4. Lost in the Headlights – 4:32
5. Last Day of Winter – 8:22
6. Strung Up from the Sky – 6:03
7. GW/Mammoth – 12:05

## Formazione
Gruppo
- Bryan Herweg – basso
- Larry Herweg – batteria
- Trevor Shelley-de Brauw – chitarra
- Dallas Thomas – chitarra

Produzione
- Matthew "Coach" Hannigan – registrazione
- Dallas Thomas – missaggio, mastering